# Cầu Nhật Lệ
Cầu Nhật Lệ (còn được gọi là cầu Nhật Lệ 1) là một cây cầu bắc qua sông Nhật Lệ tại thành phố Đồng Hới, tỉnh Quảng Bình, Việt Nam.
Cầu nằm ở trung tâm thành phố Đồng Hới, nối liền phường Đồng Hải với xã Bảo Ninh.
Cầu Nhật Lệ có chiều dài 635 m, gồm 15 nhịp, mặt cầu rộng 12 m. Tĩnh không thông thuyền của cầu rộng 50 m, cao 7 m.
Công trình được khởi công xây dựng vào năm 2002 và thông xe kỹ thuật vào ngày 17 tháng 8 năm 2004.